# Aglossestra affinis
Aglossestra affinis là một loài bướm đêm trong họ Noctuidae.